# Arenaria shennongjiaensis
Arenaria shennongjiaensis là loài thực vật có hoa thuộc họ Cẩm chướng. Loài này được Z.E.Chao & Z.H.Shen mô tả khoa học đầu tiên năm 2005.